# Gian Francesco Malfatti
Giovanni Francesco Giuseppe, también conocido como Gian Francesco o Gianfrancesco Malfatti (Ala, Trentino, 26 de septiembre de 1731 – Ferrara, 9 de octubre de 1807) fue un matemático italiano. Su aportación geométrica más conocida es el denominado problema de los círculos de Malfatti.

## Semblanza
Malfatti estudió en la Colegio de San Francesco Saverio de la Universidad de Bolonia, figurando entre sus mentores Vincenzo Riccati , F. M. Zanotti y Gabriele Manfredi. Se mudó a Ferrara en 1754, convirtiéndose en profesor en la Universidad de Ferrara cuando la institución fue restablecida en 1771. En 1782 fue uno de los fundadores del Societa Italiana delle Scienze, origen de la Accademia nazionale delle scienze detta dei XL.

### Trabajos científicos

Círculos de Malfatti

La propiedad gravitatoria de la lemniscata

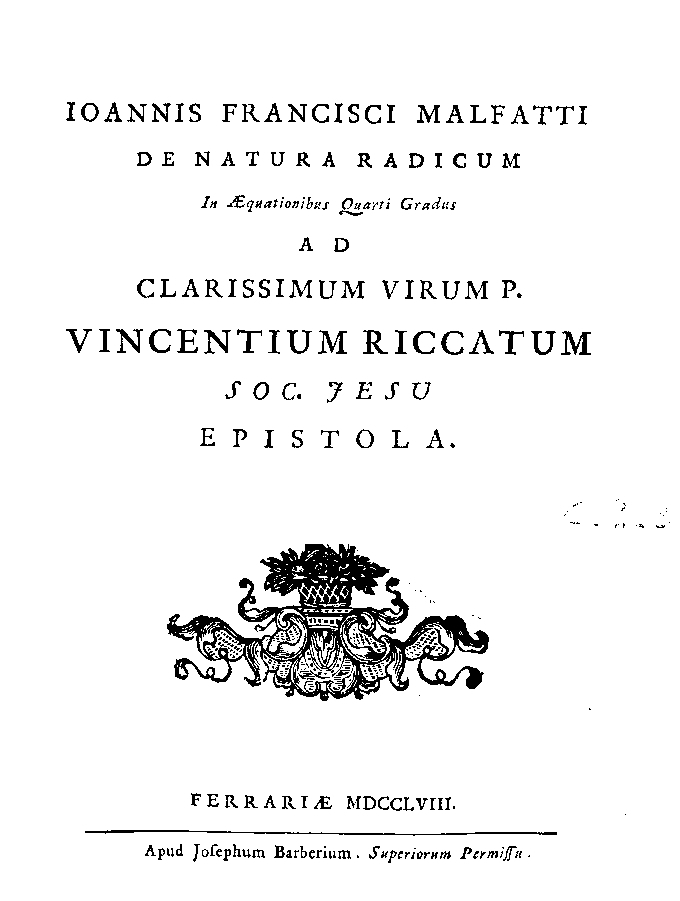
De natura radicum in aequationibus quarti gradus, 1758

Malfatti se planteó el problema de tallar tres columnas circulares en un bloque triangular de mármol aprovechando el máximo de material que fuera posible, y conjeturó que tres círculos mutuamente tangentes entre sí y a su vez inscritos dentro del triángulo proporcionarían la solución óptima. Estos círculos tangentes son conocidos como círculos de Malfatti en su memoria, a pesar del trabajo más temprano del matemático japonés Ajima Naonobu y del compatriota de Malfatti, Gilio di Cecco da Montepulciano, sobre el mismo problema y a pesar del hecho de que la conjetura posteriormente se probó que era errónea. Varios centros de triángulos derivados de estos círculos son también nombrados en honor de Ajima y Malfatti.
Malfatti también investigó sobre las ecuaciones quínticas, y sobre la propiedad de la lemniscata de Bernoulli de que una bola que rueda sobre un arco de lemniscata bajo la influencia de la gravedad, tardará el mismo tiempo en descender que una bola que recorra el segmento rectilíneo que conecta los puntos extremos del arco.